# コート・ド・ブルイィ
コート・ド・ブルイィ（Côte de Brouilly）は、フランス東部のローヌ＝アルプ地域圏ローヌ県北部にある、ワイン産地である。ボジョレーに設けられている10の「クリュ・ボジョレー」の一つである。
1938年にAOCを取得し、カンシー・アン・ボジョレー村にあるブルイィ山（729m)の斜面にある4つの村が指定されている。ワインはガメ種100％の赤ワインが多いがこのAOCでは例外的にガメ種85%以上で造られており、香味調節のためにシャルドネ、アリゴテ、ムロン・ド・ブルゴーニュの3種の白ブドウを加えて醸造することが認められている。クリュ・ボジョレーのなかでは、ブルイィとともに最も南に位置するが、畑の標高が高いため、ワインはボジョレーのなかでは最も繊細で女性的といわれ、ブルーベリーやさくらんぼのアロマと、軽やかな味わいを持っている。